# 리틀 야구왕
《리틀 야구왕》(영어: The Sandlot, 일부 국가의 제목 영어: The Sandlot Kids)은 미국에서 제작된 데이비드 미키 에번스 감독의 1993년 성장 스포츠 코미디 영화이다. 톰 가이리 등이 출연하였고, 데일 데라토레이 등이 제작에 참여하였다.
컬트 영화화되었으며, 비디오 영화 속편 《리틀 야구왕 2》(2005, The Sandlot 2), 《리틀 야구왕 3》(2007, The Sandlot: Heading Home)이 출시되었다.

## 출연진
- 톰 가이리
  - 알리스 하워드
- 마이크 비타
- 패트릭 레나
- 촌시 리어파디
- 마티 요크
- 브랜던 애덤스
- 그랜트 겔트
- 셰인 오버진스키
- 빅터 디마티아
- 데니스 리리
- 캐런 앨런
- 제임스 얼 존스
- 아트 러플루어
- 말리 셸턴
- 윌 호네프
- 대니얼 서카파

## 기타 제작진
- 협력 제작: 로버트 건터
- 미술: 체스터 커진스키
- 의상: 그라니아 프레스턴